# Hesse-Schlössl

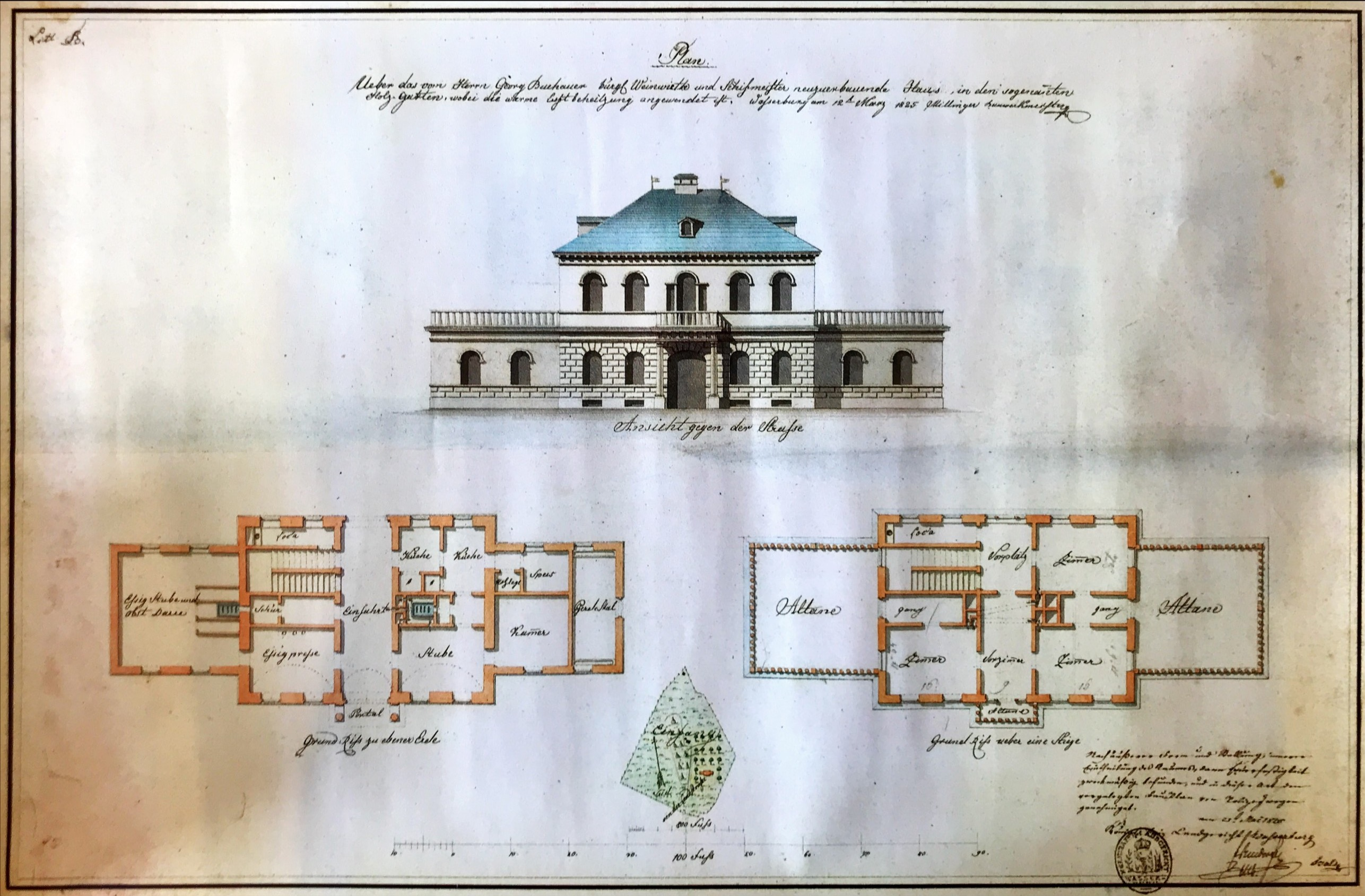
Entwurfsplan aus dem Jahr 1825.

Das Hesse-Schlössl, auch unter dem Namen Buchauer Schlösschen oder Schloss Burgau bekannt, war ein Biedermeierschlößchen aus dem Jahr 1826, das in der Burgau von Wasserburg am Inn, Landkreis Rosenheim, über der Stadt thronte. Es wich 1963 dem Kreiskrankenhaus des Landkreises Rosenheim.

## Baugeschichte und Bauherr
Das Schloss Burgau, später bekannt als Buchauer Schlösschen und Hesse-Schlössl, befand sich auf dem Gelände des heutigen Kreiskrankenhauses in Wasserburg am Inn. Bis in die Zeit vor dem Ersten Weltkrieg wurde es nach seinem Erbauer Johann Georg Buchauer „Buchauer Schlösschen“ genannt.

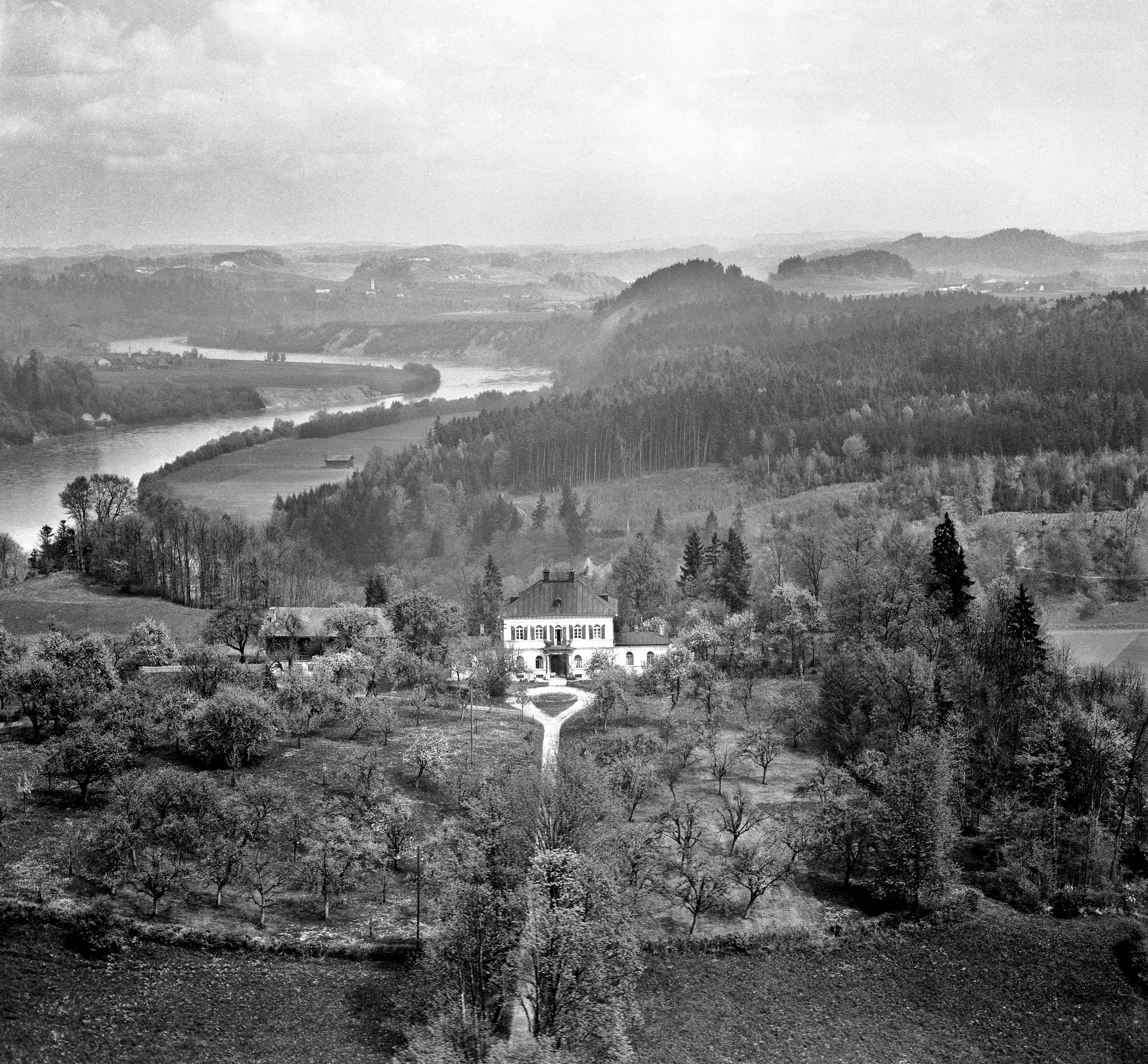
Das Hesse-Schlössl 1957 mit umgebenden Obst- und Gartenanlagen und der Zufahrt (Allee) von Süden.

Im Dezember 1826 wurde das sogenannte Buchauer Schlösschen samt Zufahrtsstraße fertiggestellt. Das verkündete einst eine Tafel aus Solnhofener Plattenkalk im Hausflur. Eine weitere Tafel im Schlösschen über der Küchentür zeigte das Wappen der Familie Buchauer mit der Umschrift: „Die Buchauer aus Schlesien“. Beide Tafeln wurden beim Abriss des Hesse-Schlössls zerstört. Man sagt, Buchauer habe das Schlösschen dort bauen lassen, um seine auf dem Inn fahrenden Schiffszüge beobachten zu können.
Die Chronik Kirmayer berichtet unter dem 10. November 1833 von einer Verabschiedungsfeier für den Königlich bayerischen Landrichter Carl Ritter von Menz und unter dem Eintrag vom 30. April 1833 über einen Empfang für Herzog Maximilian in Bayern anlässlich einer Inspektion der Landwehr in Wasserburg. Am 26. Juli 1833 gab Buchauer in Erwiderung einer Feier anlässlich der Verleihung der königlich bayerischen Zivilverdienstmedaille einen Empfang für ca. 40 Personen mit Musik und Feuerwerk.

## Geschichte der 1840er bis 1920er Jahre
Da das Ehepaar Buchauer ohne Nachkommen blieb, ging das Schlösschen an Johann Schließleder, einen Verwandten aus der Linie von Katharina Buchauer. Auch in der Zeit dieses Besitzes war das Schlösschen Mittelpunkt des gesellschaftlichen Lebens der Stadt. So berichtete das Wasserburger Wochenblatt vom September 1840: „Am 21. September (…) versammelt die Vorfeier des Namensfestes unseres verehrten Herrn Landrichter, des königlichen Raths Titl. Herrn Dr. Capeller, eine zahlreiche Gesellschaft in dem schönen Schließlederschen Schlößchen.“
Nach dem Ableben von Johann Schließleder 1861 wechselte das Schlösschen mehrfach den Besitzer. Der Wasserburger Anzeiger vom 18. Juni 1937 führt in einer Notiz folgende Namen auf: Rainer, Lößl und Kniggmaier. Nur über letzteren finden sich in den zeitgenössischen Ausgaben des Wasserburger Anzeigers nähere Angaben, so unter dem 28. April 1892, dass er das Buchauerschlößchen erworben habe, dass er ein Privatier aus Hannover gewesen sei. Außerdem wurde im „Schloß Burgau“ eine Gaststätte und eine Mineralwasserfabrikation betrieben.
Im Jahre 1899 erwarben Gustav und Therese Hesse das Schlösschen in der Burgau. Gustav Hesse war Möbelfabrikant in Augsburg. Nach dem Tod des Ehepaares übernahmen ihre zwei Söhne und eine Tochter das Schlösschen in Erbengemeinschaft bis 1934. Das Anwesen war damit 35 Jahre im Besitz der Hesses und damit die längste Zeit seit der Erbauung in der Hand einer einzigen Familie, was die noch heute geläufige Bezeichnung „Hesse-Schlössl“ erklärt.

## Geschichte der 1930er bis 1950er Jahre
Durch die Vermittlung von Karl Wähmann, einem lokal bekanntem Maler, kam das Hesse-Schlössl 1934 in den Besitz von Hans Christian Kobe. Das Anwesen wurde renoviert, die Wirtschaftsgebäude ausgebaut. Die ersten Jahre bewohnte Peter Scher einen Teil des Schlösschens zur Miete, bis er nach Penzing zog. Durch ihn und die zahlreichen Bekanntschaften des neuen Besitzers zu Münchner Künstlern zog es Literaten, Maler, u. a. Erwin von Kreibig und Leo von Welden sowie Musiker in das Hesse-Schlössl. So erinnert noch heute ein Gedenkstein im Eingangsbereich des Kreiskrankenhauses an den Aufenthalt von Hans Joachim Ringelnatz in jener Zeit. Auch bekannte Zeichner wie Wilhelm Thöny oder Alfred Kubin fanden sich ein. Der Münchener Maler Hugo Tröndle war ein Gast, ebenfalls wie die Schriftsteller und Dichter wie Hermann Sinsheimer und Georg Schwarz. Zum Freundeskreis gehörten auch der Regisseur Jürgen Fehling und der Schauspieler Rudolf Forster sowie der Bildhauer Gerhard Marcks und der Verleger Ernst Rowohlt. Auch Vertreter der leichten Muse waren unter den Gästen, so beispielsweise der Schlagerkomponist Heino Gaze.
Der Zweite Weltkrieg unterbrach diese Besuche. Das Schlösschen bewohnten nun neben den Kobes auch Bombenflüchtlinge aus dem Bekanntenkreis der Kobes sowie zeitweise französische Kriegsgefangene. Nach dem Krieg wurde das Hesse-Schlössl mit Flüchtlingen aus dem Osten und eigenen Verwandten aus der damaligen Sowjetzone belegt.
Im Jahre 1958 erwarb die Stadt Wasserburg das Grundstück. Danach wurde neben anderen auch dieses Grundstück dem Landkreis Rosenheim zum Bau eines Kreiskrankenhauses kostenlos überlassen. Für das Bauvorhaben mussten das Hesse-Schlössl und die dazugehörigen Wirtschaftsgebäude weichen. Heute erinnern an das Hesse-Schlössl nur noch eine Gedenktafel im Lichthof des Kreiskrankenhauses (heute RoMed Klinik Wasserburg am Inn) und die ehemalige Zufahrtsallee.